# Lubiatowo Północne
Lubiatowo Północne – jezioro polodowcowe o powierzchni 176,0 ha na Równinie Białogardzkiej w województwie zachodniopomorskim.
Południowa część zbiornika znajduje się w gminie Manowo a północna w granicach administracyjnych Koszalina. Nad wschodnim brzegiem leży część Koszalina – Lubiatowo. Od strony północnej jezioro osłaniają wzniesienia morenowe. 
Lubiatowo Północne jest jeziorem morenowym, zbiornik przepływowy, eutroficzny, szybko zarastający. Prawie całe dno jeziora pokryte jest mułem o znacznej miąższości.
Przez jezioro przepływa rzeka Dzierżęcinka.
Lubiatowo Północne jest częścią dawniej większego jeziora, które podzieliło się na 3 zbiorniki wodne poprzez roślinność wynurzoną i obszary bagienne. Są to Lubiatowo Północne (176,0 ha), Lubiatowo Południowe (62,6 ha) i Lubiatowo Wschodnie (26,5 ha). Największa głębokość dochodzi do 2,4 m, średnia głębokość wynosi zaledwie 0,7 m. Szacowana objętość wody wszystkich 3 jezior wynosi 2028,3 tys. m³.
W 2001 r. w wyniku oceny jakości wód zakwalifikowane zespół jezior Lubiatowo do III klasy czystości i wykazano dużą podatność na degradację biologiczną (poza kategorią).
Wszystkie 3 jeziora od 1956 roku są objęte są rezerwatem przyrody Jezioro Lubiatowskie w celu ochrony miejsc lęgowych ptactwa wodno-błotnego.
W 1949 roku wprowadzono urzędowo rozporządzeniem nazwę Lubiatowo, zastępując poprzednią niemiecką nazwę Lüptow See. W 2006 r. Komisja Nazw Miejscowości i Obiektów Fizjograficznych przedstawiła 3 nazwy: Lubiatowo Północne, Lubiatowo Południowe, Lubiatowo Wschodnie.